# Шнайдхубер, Август
Август Шнайдхубер (нем. August Schneidhuber; 8 мая 1887, Траунштайн, Бавария — 30 июня 1934, Мюнхен) — деятель национал-социалистического режима, обергруппенфюрер СА (01.01.1933).
Во время Первой мировой войны был награждён Железным крестом 1 и 2 классов, а также Почётным крестом для фронтовиков. В 1928 году вступил в СА и был назначен руководителем (фюрером) группы «Юг», а с 1931 года — руководителем (фюрером) группы «Запад». С 1932 года — руководитель (фюрер) Обергруппы VII (Мюнхен). В том же году избран по спискам НСДАП депутатом рейхстага от округа Гессен-Дармштадт. С 7 апреля 1933 года — полицай-президент Мюнхена.
30 июня 1934 года арестован в ходе «ночи длинных ножей» и спустя несколько часов расстрелян без суда в мюнхенской тюрьме «Штадельхайм».